# Dorota Filipek-Załęska
Dorota Filipek-Załęska – polska dialogistka, autorka polskich wersji językowych do filmów i seriali.

## Dialogi polskie
- 2017: Lego Scooby-Doo! Klątwa piratów
- 2017: Scooby-Doo! Na Dzikim Zachodzie
- 2016: Mrówka Z
- 2016: Lego Scooby-Doo: Nawiedzone Hollywood
- 2015: Sawa. Mały wielki bohater
- 2015: Inspektor Gadżet
- 2015: Wyluzuj, Scooby Doo!
- 2015: Po drugiej stronie muru
- 2014: Sekrety morza
- 2014: Clarence (serial)
- 2012: Koala Kid, nieustraszony miś
- 2012: Scooby Doo: Wielka draka wilkołaka
- 2011: Generator Rex (serial)
- 2011: Scooby Doo: Pogromcy wampirów
- 2010: Scooby Doo: Abrakadabra-Doo
- 2010: Scooby-Doo: Wakacje z duchami
- 2010: Gang Olsena wraca do gry
- 2009: Scooby Doo i miecz samuraja
- 2009: Garfield Show (serial)
- 2008: Scooby Doo i król goblinów
- 2007: S.A.W. Szkolna Agencja Wywiadowcza
- 2007: Co gryzie Jimmy’ego? (serial)
- 2007: Scooby Doo i śnieżny stwór
- 2006: Kudłaty i Scooby Doo na tropie
- 2006: Scooby Doo!: Ahoj piraci!
- 2006: Krowy na wypasie
- 2006: Tom i Jerry: Piraci i kudłaci
- 2005: Tom i Jerry: Szybcy i kudłaci
- 2005: Aloha, Scooby Doo
- 2004–2006: Hi Hi Puffy AmiYumi
- 2004: Roly Mo zaprasza
- 2004: Scooby Doo i potwór z Loch Ness
- 2003: Wojownicze Żółwie Ninja (odc. 60–78)
- 2003–2005: Kaczor Dodgers
- 2002–2005: Co nowego u Scooby’ego? –
  - wersja z dubbingiem (odc. 1–35, 37–38, 42)
  - wersja z lekorem dla TVN (odc. 1–8)
- 2001: Scooby Doo i cyberpościg
- 2000: Scooby Doo i najeźdźcy z kosmosu
- 1999: Nieustraszeni ratownicy
- 1999–2001: Batman przyszłości
- 1999: Eugenio
- 1998: Scooby Doo na Wyspie Zombie
- 1998: Świąteczny bunt
- 1997: Rozgadana farma
- 1997: Księżniczka Sissi (odc. 5–13, 16–32, 34–36, 39–41, 44–46)
- 1995–2000: Przygody Sylwestra i Tweety (wersja dubbingowa i lektorska; odc. 1–13)
- 1994–1998: Spider-Man (odc. 54–55)
- 1994–1998: Świat według Ludwiczka (odc. 14, 16-17)
- 1994: Skoś trawnik tato, a dostaniesz deser
- 1994: Scooby Doo i baśnie z tysiąca i jednej nocy
- 1993–1998: Animaniacy
- 1993: Yabba Dabba Do!
- 1990–1994: Przygody Animków
- 1990: Pinokio
- 1989–1990: Hutch Miodowe Serce
- 1988: Oliver i spółka
- 1988–1991: Szczeniak zwany Scooby Doo (w wersji z dubbingiem i lektorem dla TVN)
- 1986–1988: Dennis Rozrabiaka (odc. 34–36, 47, 49)
- 1980: Figle z Flintstonami
- 1979: Królik Bugs i Struś Pędziwiatr: Szalony pościg
- 1978: Był sobie człowiek
- 1977–1980: Kapitan Grotman i Aniołkolatki
- 1976–1978: Scooby Doo
- 1972–1973: Nowy Scooby Doo (odc. 2, 5, 8, 16–17, 21, 23–24)
- 1960–1966: Flintstonowie

## Teksty piosenek
- 1997: Świat królika Piotrusia i jego przyjaciół
- 1988: Denver, ostatni dinozaur
- 1985–1991: Gumisie

## Kierownik produkcji
- 1997: Świat królika Piotrusia i jego przyjaciół
- 1989: Bouli
- 1985–1991: Gumisie